# Park Narodowy Garajonay
Park Narodowy Garajonay zajmuje powierzchnię 3986 ha, co stanowi ponad 10% powierzchni wyspy La Gomera. Został założony 25 marca 1981 roku, a już w 1986 wpisany na listę światowego dziedzictwa UNESCO.
Park zajmuje centrum i północną część wyspy i znajduje się na terytorium wszystkich gmin, na jakie podzielona jest La Gomera. Jego nazwa wzięła się od wzgórza Garajonay (1487 m n.p.m.), najwyższego punktu wyspy. Najniżej położonym obszarem parku jest osada Cedro, na wysokości 650 m. Park słynie z największego na świecie lasu wawrzynowego – formacji leśnej, która w trzeciorzędzie pokrywała niemal całą Europę. Las przetrwał dzięki wyjątkowym warunkom klimatycznym panującym na Wyspach Kanaryjskich: niewielkiej amplitudzie rocznej temperatur, obfitym opadom i stałej wilgotności utrzymywanej przez gęste mgły.
Lasy wawrzynowe, wraz z lasami wrzoścowo-woskownicowymi zajmują ok. 90% powierzchni parku. Pozostałe 10% to skupiające się na południu lasy sosny kanaryjskiej i gatunków egzotycznych.
Park jest również obszarem o bogatej faunie. Żyje tu ponad 1000 gatunków bezkręgowców, z czego 150 gatunków to endemity. Badacze naliczyli 38 gatunków kręgowców, głównie gadów i ptaków, spośród których warto wymienić gołębia laurowego i gołębia kanaryjskiego, gatunki endemiczne. Spotyka się także krogulca, mysikrólika kanaryjskiego, ziębę czy słonkę, a spośród gadów i płazów jaszczurkę gomerską, scynkę gomerską i rzekotkę śródziemnomorską.
Na terenie parku nie ma osiedli ludzkich, choć istnieją takie na jego granicach. Las przecinają liczne szlaki turystyczne. Na obszarze parku jest rejon wypoczynkowy, zwany Laguna Grande, zaś na terenie gminy Agulo usytuowano centrum turystyczne.

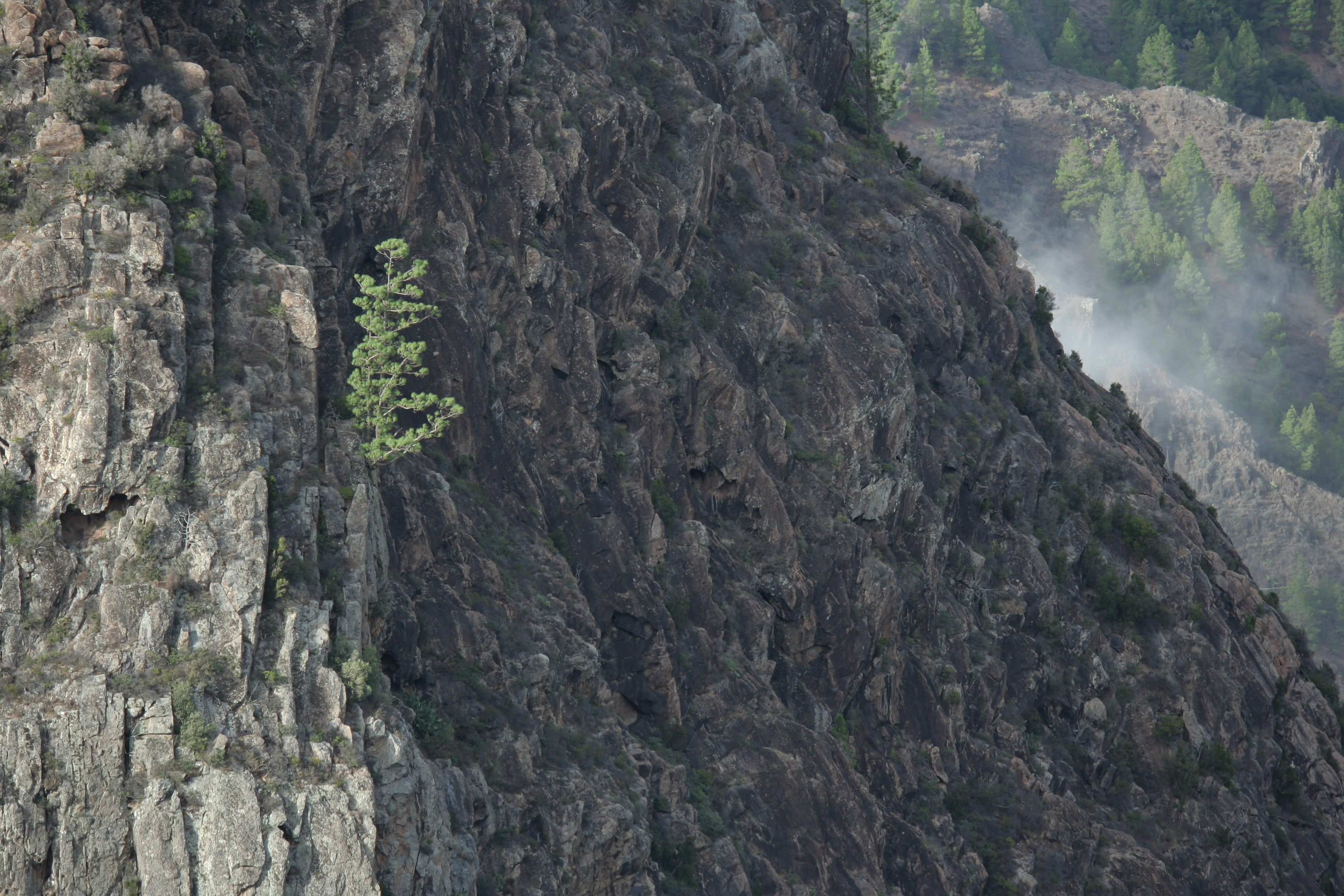
«Roque Ojila»
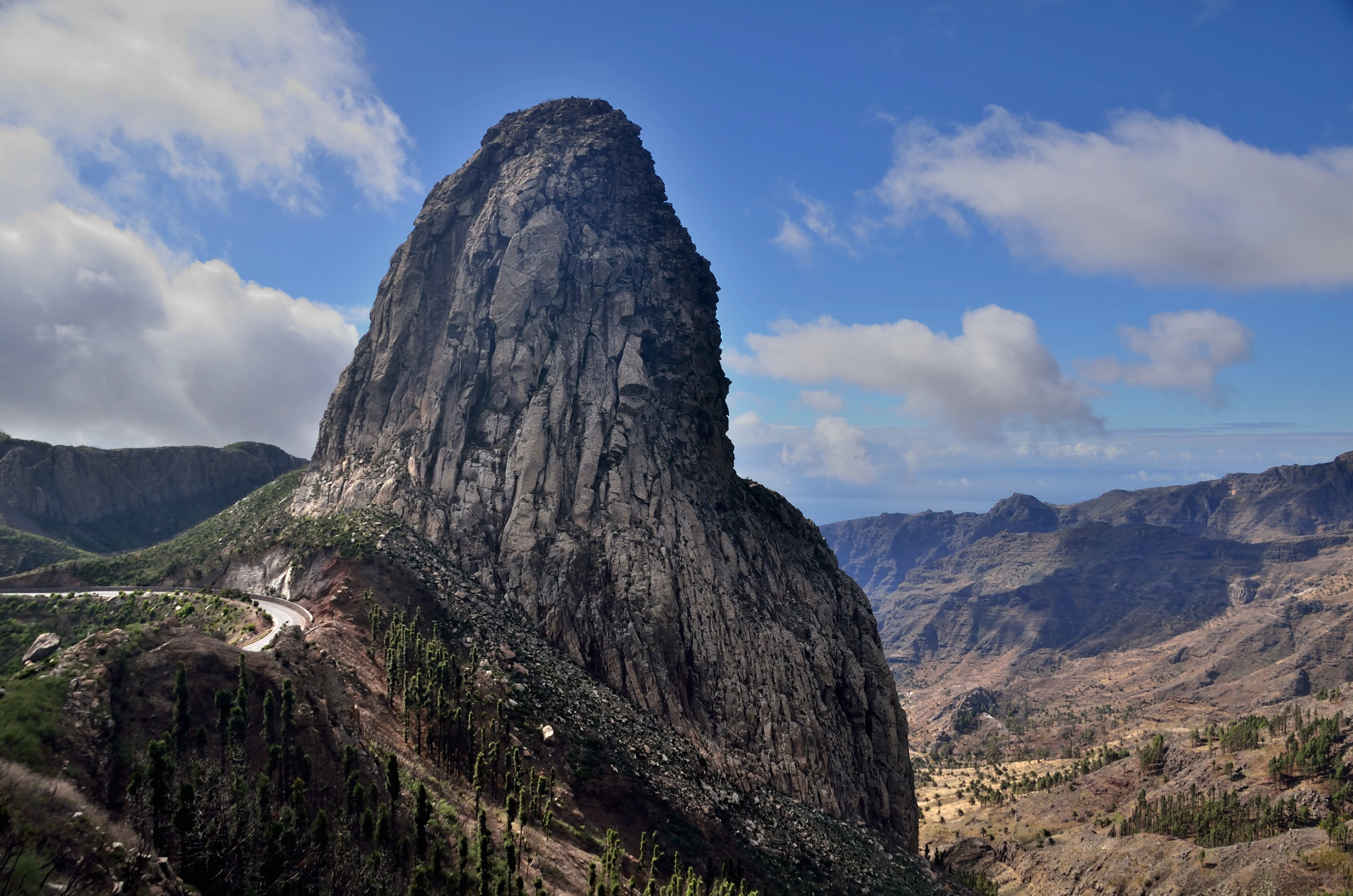
«Roque de Agando»
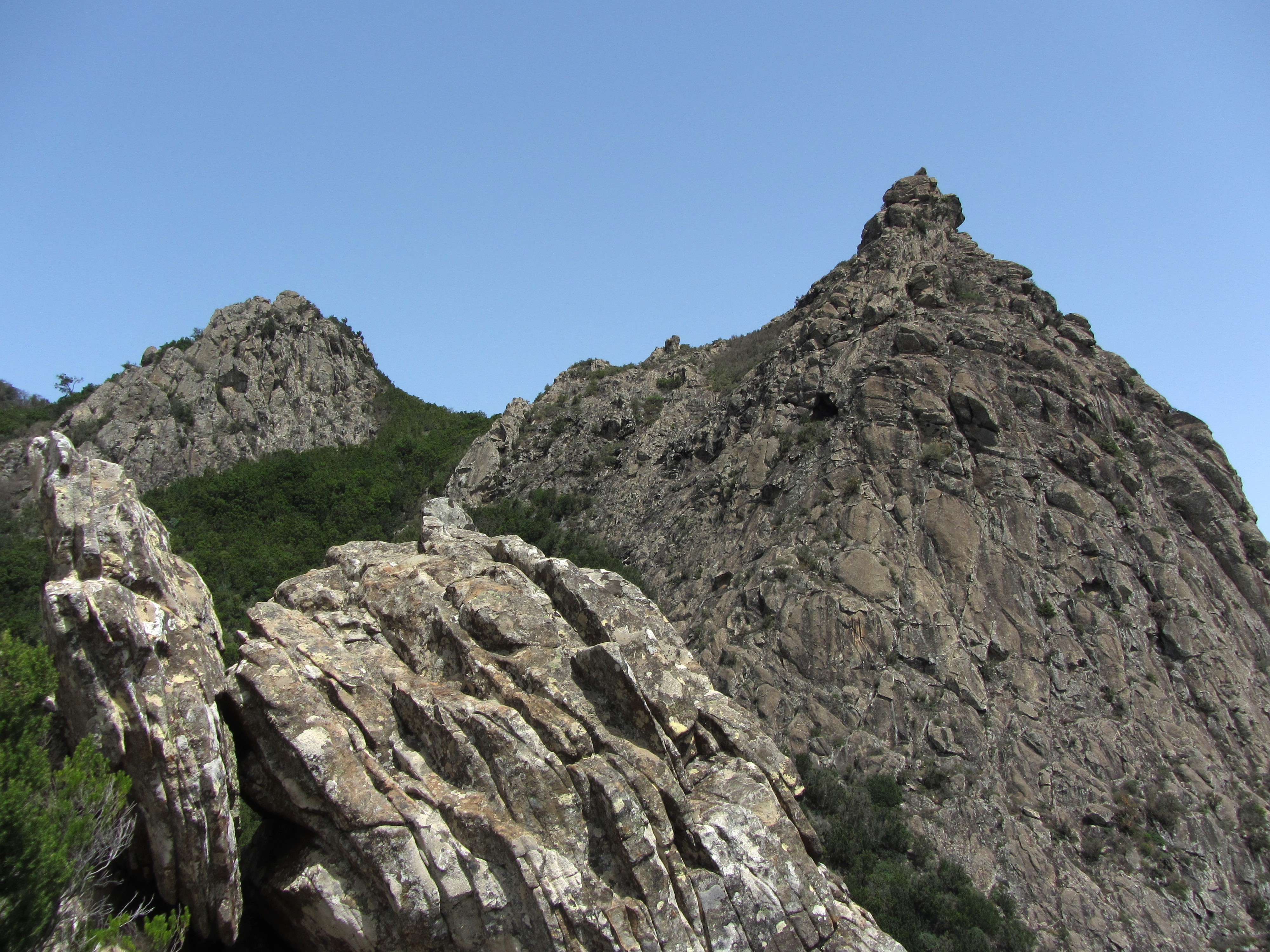
«Roque de La Zarcita»